# Убийство Марии Нечётной
Убийство Марии Нечетной произошло в Обнинске поздно вечером 20 апреля 2016 года. По версии следствия, на 19-летнюю девушку было совершено нападение в лесополосе недалеко от общежития «Обнинского института атомной энергетики», в ходе которого она была подвергнута изнасилованию и впоследствии забита до смерти. За последующие два года в ходе расследования сотрудники полиции проверили на причастность к совершению преступления несколько тысяч человек и провели около 15 тысяч экспертиз. В конечном итоге на основании результатов молекулярно-генетических экспертиз и благодаря видеозаписям камер видеонаблюдения обвинения в убийстве Нечетной были предъявлены местным жителям братьям Александру и Владиславу Коробенковым. Данное дело получило широкий общественный резонанс и активно обсуждалось в СМИ, так как в ходе затянувшегося расследования было взято на особый контроль в Министерстве внутренних дел Российской Федерации.

## Обстоятельства убийства
На момент гибели 19-летняя Мария Нечетная являлась студенткой «Обнинского института атомной энергетики», где изучала химию. В свободное от учёбы время девушка подрабатывала в одном из городских торговых комплексов. Следствием было установлено, что вечером 20 апреля 2016 года Мария Нечетная возвращалась в общежитие после окончания рабочего дня. Девушка не дождалась автобуса, после чего пошла пешком по темной аллее до другой остановки, дойдя до которой села в автобус, после чего вышла на остановке возле гаражно-строительного кооператива, который располагался недалеко от общежития института. Нечетной предстояло пройти по дороге возле лесного массива несколько сотен метров, но до общежития она так и не дошла. По дороге на нее напали, забили битой и изнасиловали. Изувеченное тело Марии Нечетной было обнаружено 22 апреля того же года, после чего Следственный комитет по Калужской области возбудил уголовное дело по статье «убийство» и назначил проведение генотипоскопической, биологической и судебно-медицинской экспертиз.
В ходе расследования к 26 апреля были опрошены все знакомые Нечетной и обследована близлежащая территория возле обнаружения ее трупа. На месте совершения преступления полицией было обнаружено орудие убийства — бита, сделанная из пластика, внутри которой находился стальной прут большого диаметра. Следователи обнародовали в «СМИ» фото орудия убийства с просьбой жителей области опознать владельца биты, с целью чего предоставили телефоны оперативных сотрудников ОМВД по городу Обнинску, но это ни к чему не привело. К поиску подозреваемых присоединилось несколько десятков добровольцев, которые расклеили несколько сотен объявлений по городу и городским пригородам в надежде обнаружить свидетелей преступления, однако это также результатов не дало. С целью ускорения процесса расследования за помощь в поимке убийцы была обещана награда в размере 1 миллион рублей и обнародовано видео с камеры видеонаблюдения, где был запечатлен мужчина, который в момент совершения преступления находился в данном районе и мог стать свидетелем убийства, однако его личность установить не удалось.

## Поиск убийц и следствие
Мэр Обнинска Владислав Шапша, 26 апреля 2016 года на городской планерке заявил, что отсутствие общественного транспорта в вечернее время могло стать косвенной причиной убийства Марии Нечетной. В ходе расследования было установлено, что муниципальные автобусы на данном отрезке маршрута в день убийства девушки прекратили свою работу в 19:30, после чего перевозку пассажиров с 19:30 до 23:00 должен был осуществлять частный предприниматель Ирина Арутюнян, однако ее транспорт на маршрут не вышел, вследствие чего Нечетной пришлось идти пешком через лесополосу.
28 апреля Следственный комитет по Калужской области обратился к водителям, которые проезжали в период с 20 часов по 24 часов по улицам Университетской и Кабицынской города Обнинска и могли стать свидетелями преступления, но и на этом поприще сотрудников правоохранительных органов постигла неудача.
Очередной виток в расследовании произошел летом 2016 года после того, как 27 июля в Обнинск приехала съемочная группа телешоу «Битва экстрасенсов». Съемки проходили в лесополосе, где в апреле было найдено тело убитой девушки. Экстрасенсы с паранормальными способностями пытались найти виновного в совершении убийства Марии Нечетной, однако успехом это не увенчалось. Представители следственного комитета пообщались с членами съемочной группы, однако по словам старшего помощника руководителя Следственного управления СКР по Калужской области Виталия Гудзя, экстрасенсы не сообщили полиции ничего нового, а озвучили лишь ту информацию, которая была известна каждому жителю города из СМИ и различных социальных сетей.
Впоследствии расследование уголовного дела и обстоятельств убийства девушки практически прекратилось за отсутствием подозреваемых. Отсутствие прогресса в расследовании и массовая огласка в СМИ этого дела вызвали общественный резонанс. Мать девушки Наталья Анатольевна Нечетная написала письмо президенту Российской Федерации Владимиру Путину с просьбой о помощи и обратилась к министру внутренних дел РФ Владимиру Колокольцеву, после чего дело об убийстве было взято на особый контроль Следственным комитетом РФ, а из Москвы в Обнинск была направлена следственная группа из числа наиболее опытных и высококвалифицированных следователей и криминалистов Главного управления криминалистики.
После того как расследование зашло в тупик из-за отсутствия подозреваемых, родители убитой девушки обвинили сотрудников правоохранительных органов и администрацию города в некомпетентности, по причине чего администрация города Обнинск провела ряд социальных реформ. Так мэр города взял под свой личный контроль работу общественного транспорта и обязал автоперевозчиков регулярно совершать маршрут от разных районов города до общежития Обнинского Института Атомной Энергетики во избежание инцидентов наподобие убийства Нечетной, после чего маршруты передвижения общественного транспорта можно было отследить онлайн. В конце 2017 года на участке дороги, где была убита Мария Нечетная, было совершено еще одно нападение на девушку, но оно никак не было связано с жестоким убийством. В этот раз студентка не пострадала, а виновные были найдены быстро. В 2017 году в ходе расследования появился первый подозреваемый — мигрант, который проживал и работал недалеко от общежития в период, когда была убита Нечетная, однако он впоследствии сумел доказать свое алиби и версия следствия о его причастности к совершению преступлению не подтвердилась. Во время осмотра места преступления полиция обнаружила биологические следы, которые по версии следствия принадлежали преступнику. В период с 2016 по 2018 год следственно-оперативная группа из числа сотрудников центрального аппарата, управления Следственного комитета Калужской области и сотрудники МВД проделали колоссальную работу, которая не имела аналогов в истории Обнинска. В первую очередь был допрошен и проверен круг знакомых жертвы, но результатов эти поиски не дали. После этого был проверен широкий круг лиц — всех, кто мог находиться в районе совершения преступления. В эту категорию граждан попали студенты и преподаватели Института, где училась Мария, сотрудники окрестных предприятий и жители домов, находящихся в определенном радиусе от места трагедии, а также водители автомобильных средств, которые проезжали в это время мимо, и которые попали на камеры видеонаблюдения. Также была проверена детализация звонков по всем станциям сотовой связи, после чего был найден и проверен каждый человек, чей телефон попал в детализацию в районе места совершения убийства в период между 20 и 24 часами 20 апреля 2016 года.
По словам Руслана Чепурина, старшего следователя следственного отдела по городу Обнинск Следственного комитета РФ, в ходе следствия было собрано очень много образцов генетического материала для сравнительного исследования. В конечном итоге на ДНК-исследование было направлено около 8 тысяч образцов генетического материала. Для ускорения расследования СК РФ подключил к исследованию все экспертные центры страны, расположенные в разных регионах России. К началу 2018 года было выполнено около 5,5 тысяч ДНК-исследований, в ходе которых появились подозреваемые. В феврале ДНК-анализ одного жителя Калужской области показал совпадение его генотипического ДНК-профиля с генотипическим ДНК-профилем убийцы, после чего он были найдены и арестован 7 марта 2018 года. Подозреваемым оказался Александр Коробенков, житель Малоярасловцеского района, который на допросе заявил, что совершил убийство вместе с родным братом Владиславом, на основании чего он также был найден и арестован. Оба они на момент совершения убийства Марии Нечетной не являлись жителями Обнинска, один из них ранее привлекался к уголовной ответственности. В ходе допроса братья будучи под давлением вещественных доказательств признались в совершении убийства Марии Нечетной и дали показания.
Братья Коробенковы детство и юность провели в социально-неблагополучной обстановке. Они рано остались без матери и воспитывались в многодетной приёмной семье тёти. В школьные годы Александр и Владислав подвергались физическим нападкам со стороны других детей. Владислав Коробенков вследствие этого постоянно принимал участие в разрешении конфликтов посредством драк и впоследствии сам стал проявлять агрессию по отношению к другим, благодаря чему заработал репутацию хулигана в школе и округе. В отличие от брата, Александр Коробенков, несмотря на то, что был старшим братом, из-за отсутствия в характере волевых черт, страдал низкой самооценкой, подвергался нападкам. В силу своей интровертности он имел проблемы с коммуникабельностью и репутацию социального изгоя в школьные годы и не пользовался популярностью среди других детей. После окончания школы, братья Коробенковы вынуждены были заниматься низкоквалифицированным трудом и начали вести маргинальный образ жизни. Александр Коробенков в конце 2000-х женился, после чего его супруга родила ему двоих детей, в то время как его брат Владислав начал вести криминальный образ жизни. В начале 2010-х Владислав Коробенков был судим и провел несколько лет в исправительной колонии, отбывая уголовное наказание.
Александр и Владислав Коробенковы утверждали, что не планировали совершать убийство. По их словам, в день совершения убийства они прибыли в темное время суток в район общежития Института с целью ограбить какую-нибудь студентку, после чего в поле их зрения появилась Мария Нечетная. Согласно свидетельствам Коробенковых, они первоначально разработали план нападения, согласно которому Александр оставался в машине, а Владислав поджидал жертву. Владислав заявил, что совершил нападение на Марию сзади. С битой в руках он толкнул девушку. Нечетная потеряла равновесие и упала, после чего он нанес ей сильный удар битой по голове. Владислав не смог дать во время допросов рационального объяснения своим дальнейшим действиям. Он утверждал, что внезапно впал в состояние гнева, после чего он и Александр начали беспорядочно наносить удары битой по телу девушки, в результате чего она умерла от последствий тяжелой черепно-мозговой травмы. Всего по оценкам судебно-медицинских экспертов, Мария Нечетная получила около 60 ударов битами в область головы, в результате которых у нее была разрушена лобная кость черепа, кости лицевого отдела и переломаны пальцы рук, которыми она пыталась защититься от нанесения ударов. После того как Нечетная перестала подавать признаки жизни, Владислав Коробенков попытался сломать ей шею резким поворотом ее головы, но его по словам после нескольких неудачных попыток он отказался от этого, так как ее голова и шея полностью были в крови. Согласно свидетельствам Александра Коробенкова, он подверг Марию Нечетную сексуальному насилию. В какой-момент братьям показалось, что Нечетная подает признаки жизни, что вызвало панику у убийц, вследствие чего Александр Коробенков решил перерезать ей горло, но не смог найти нож, после чего братья подняли тело Марии Нечетной и стали добивать жертву ударами ее головы об дерево. Удостоверившись, что девушка мертва, Владислав и Александр Коробенковы забрали у нее сумку и мобильный телефон, после чего скрылись. Всего же преступники подвергали Марию Нечетную различным издевательствам с момента нападения более 2 часов.
В конечном итоге против Коробенковых возбудили три уголовных дела — по статьям 105 УК РФ «Убийство, совершенное с особой жестокостью», 162 УК РФ «Разбой» и статье 131 УК РФ «Изнасилование». Мать студентки посчитала, что виноваты в смерти ее дочери не только Коробенковы. Она обратилась к суду с просьбой привлечь к ответственности руководство университета, в котором училась ее дочь, а также Ирину Арутюнян, ответственную за транспортное сообщение со студгородком.
Мою дочь истязали буквально под окнами учебного заведения. Она погибла, потому что для защиты студентов не было принято никаких мер: не было вечерних рейсов маршруток, нормального освещения, территория не охранялась, ни одной видеокамеры, ничего. А кто ответит за все это? Передо мной даже не извинились — никто, ни власти города, ни администрация, ни перевозчик
 — заявила Наталья Нечетная.
В июне 2019 года расследование было завершено, после чего Генпрокуратура подписала обвинительное заключение в отношении задержанных братьев и направила дело в суд.

## Судебный процесс
Судебный процесс над убийцами Марии Нечетной открылся 5 июля 2019 года. Изначально планировалось закрытое заседание, но по просьбе матери убитой девушки суд объявил заседание открытым. Александр признал свою вину полностью, в то время как Владислав Коробенков свою вину признал частично, настаивая на том, что непосредственного участия в совершении убийства и изнасилования Марии Нечетной он не принимал. На судебном процессе оба брата раскаялись в содеянном и попросили прощения у Натальи Нечетной, матери Марии. 6 августа 2019 года Александр и Владислав Коробенковы Калужским областным судом были признаны виновными по всем инкриминируемым им пунктам обвинения, после чего они получили в качестве уголовного наказания по 19 лет лишения свободы. Суд также удовлетворил гражданские иски. В пользу матери погибшей в общей сложности суд обязал выплатить Коробенковых свыше трёх миллионов рублей.
Наталья Нечетная посчитала приговор убийцам Марии слишком мягким и после завершения судебного процесса подала апелляцию, требуя ужесточения им уголовного наказания до 25 лет лишения свободы, однако апелляционный суд в октябре того же года отказал в удовлетворении апелляции, после чего Владислав и Александр Коробенковы были этапированы в исправительную колонию.

## Последующие события
Один из убийц Марии Нечетной — Владислав Коробенков после вынесения приговора отбывал наказание в исправительной колонии «ИК-4» на территории Калужской области. Также в этом учреждении отбывал наказание Евгений Татаринцев, один из убийц Яны Болтынюк, девушки, которая была убита в 2014 году на территории Калуги. Как и в случае убийства Марии Нечетной, убийство Яны Болтынюк было совершено при схожих обстоятельствах с особой жестокостью родными братьями — Владимиром и Евгением Татаринцевыми. Осенью 2022 года Евгений Татаринцев и Владислав Коробенков были завербован ЧВК «Вагнер» для участия во вторжении России в Украину и покинули исправительную колонию. После шести месяцев участия в боевых действиях, Евгений Татаринцев получил помилование и в мае 2023 года вернулся в Калугу, где снова стал вести асоциальный образ жизни, в то время как Владислав Коробенков пропал без вести.
В начале 2023 года Наталья Нечетная пытаясь выяснить судьбу и местонахождение одного из убийц своей дочери сделала несколько запросов в Калужский областной суд, в «Фонд пенсионного и социального страхования Российской Федерации», в пресс-службу ЧВК «Вагнер» и в федеральную службу исполнения наказания, однако везде получила отписки. С помощью «федеральной службы судебных приставов», которая отслеживала денежные отчисления у осужденных, было установлено, что Коробенков после того как покинул исправительную колонию, некоторое время находился в Ростове-на-Дону, однако затем его следы окончательно затерялись. Летом 2023 года Наталья Нечетная при содействии корреспондентов газеты «Московский комсомолец» отправила запрос в генеральную прокуратуру с целью установления местонахождения Владислава Коробенкова и его статуса, ссылаясь на то, что освобождение Коробенкова из мест лишения свободы является нарушением ее конституционного права на справедливость, торжество закона и правосудия, однако ответа из генпрокуратуры так и не последовало.